# 镇淮楼 (淮安)
镇淮楼，位于江苏省淮安市淮安区，是中华人民共和国江苏省文物保护单位之一。
2002年10月22日，授予江苏省文物保护单位，是一座古建筑。